# San Francisco Nuxaño
San Francisco Nuxaño es una localidad del estado mexicano de Oaxaca. Es cabecera del municipio de San Francisco Nuxaño.

## Demografía
| Censo | Población |
| ----- | --------- |
| 1900  | 528       |
| 1910  | 448       |
| 1921  | 540       |
| 1930  | 611       |
| 1940  | 713       |
| 1950  | 857       |
| 1960  | 1194      |
| 1970  | 1304      |
| 1980  | 723       |
| 1990  | 477       |
| 1995  | 424       |
| 2000  | 396       |
| 2005  | 327       |
| 2010  | 362       |
| 2020  | 321       |